# Branchville, Virginia
Branchville är en kommun (town) i Southampton County i Virginia. Vid 2010 års folkräkning hade Branchville 114 invånare.